# Pasar Baru (Sawah Besar)
Pasar Baru is een plaats (wijk) - (kelurahan) in het bestuurlijke gebied Sawah Besar, Jakarta Pusat (Centraal-Jakarta) in de provincie Jakarta, Indonesië.  De plaats telt 12.345 inwoners (volkstelling 2010).